# Kyanit
Kyanit (Werner, 1790; zvaný též disten), chemický vzorec Al2SiO5, je trojklonný minerál. Název minerálu pochází z řeckého slova κυανος (kýanos) – modrý, podle barvy krystalů.

## Původ
- metamorfní – nachází se ve středně až vysokotlace regionálně metamorfovaných horninách (rula, granulit, eklogit, amfibolit) vzniklých z pelitů bohatých na Al;
- magmatický – vzácně v pegmatitech.
- druhotný – díky chemické stálosti při zvětrávání se hromadí v sedimentech, hlavně v píscích.

## Morfologie
Krystaly tabulkovité podél {100}, prodloužené ve směru {001}, o velikosti až 1 m. Běžně lamelární dvojčatění podél {100}. Agregáty vláknité, snopkovité, radiální i masivní.

## Vlastnosti
- Fyzikální vlastnosti: Tvrdost 5,5 paralelně s [001], 7 paralelně s [100], křehký, hustota 3,53 – 3,67 g/cm³, štěpnost dokonalá podle (100), nedokonalá podle (010).
- Optické vlastnosti: Barva: modrá, bílá, vzácně zelená, šedá, žlutá. Lesk skelný, perleťový, průhlednost: průhledný až průsvitný, vryp bílý.
- Chemické vlastnosti: Složení: Al 33,30 %, Si 17,33 %, O 49,37 %, příměsi Fe, Cr. V plameni dmuchavky se netaví, v kyselinách nerozpustný.

## Polymorfie
- andalusit, sillimanit

## Podobné minerály
- sillimanit

## Parageneze
- staurolit, andalusit, sillimanit, almandin, mastek, minerály skupiny amfibolu, gedrit, mullit, korund

## Využití

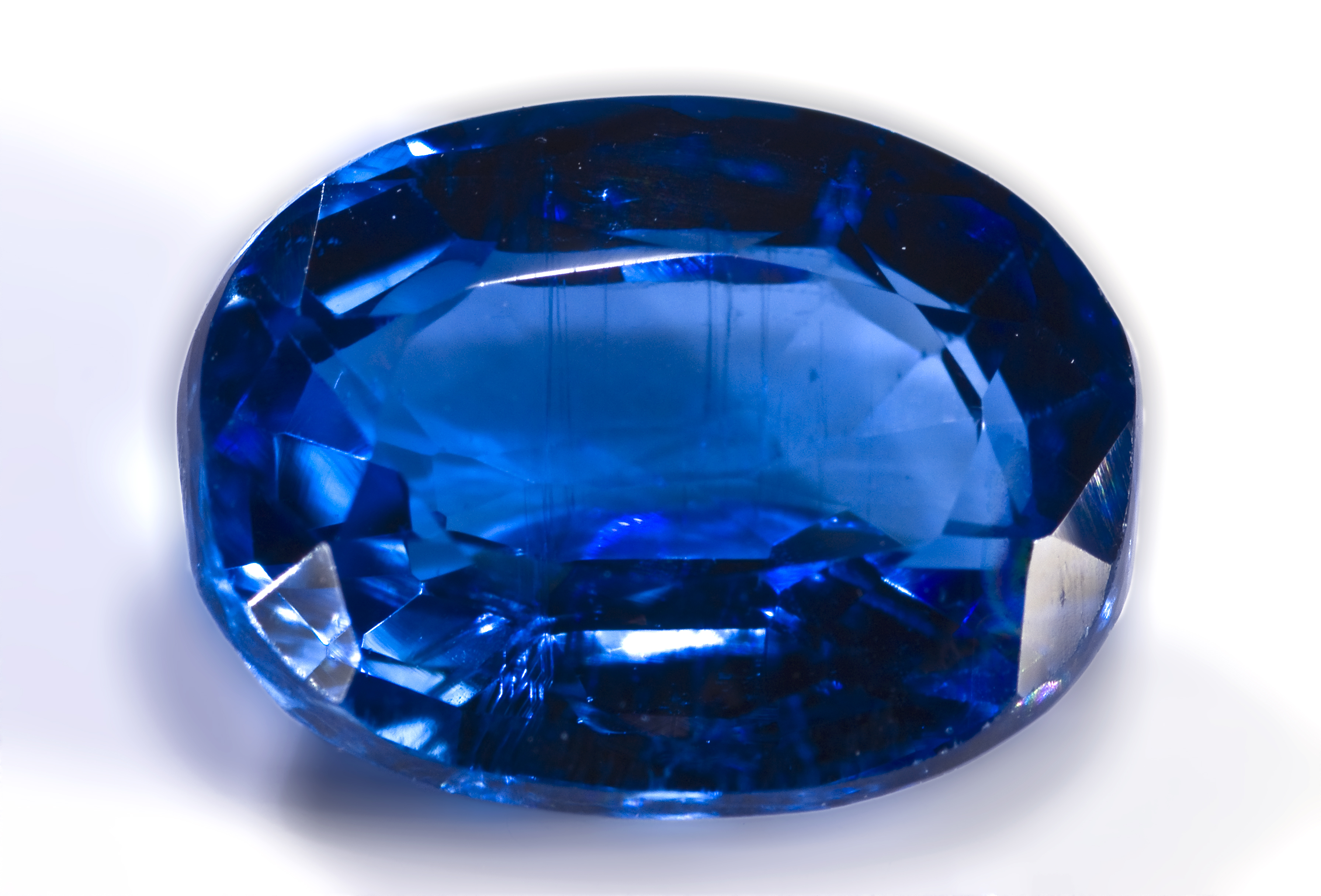
Kyanit, Nepál

Surovina pro výrobu ohnivzdorných a kyselinovzdorných materiálů, izolátory. Někdy jako drahý kámen (kabošony, fasetové brusy).

## Naleziště
Hojný minerál.
- Česko – Bečov nad Teplou, Kutná Hora, Vrtěžíř, Pancíř
- Slovensko – Brezno, Zlatníky
- Rusko – Kejvy na poloostrově Kola (poloostrov); Čeljabinská oblast, jižní Ural
- Brazílie – Minas Gerais
- Keňa – Machakos – zelená varieta
- USA – Severní Karolína, Connecticut
- a další.